# Brandon Tabb
Brandon Tabb (ur. 25 grudnia 1995 w Hampton) – amerykański koszykarz występujący na pozycji rzucającego obrońcy, obecnie zawodnik Svendborg Rabbits.
3 lipca 2019 dołączył do GTK Gliwice.
11 września 2020 został zawodnikiem duńskiego Svendborg Rabbits.

## Osiągnięcia
Stan na 18 września 2020, na podstawie, o ile nie zaznaczono inaczej.
NJCAA
- Zaliczony do I składu Mid-Florida (2016)

NCAA
- Mistrz sezonu regularnego konferencji Mid-Eastern Athletic (MEAC – 2018)
- Zawodnik roku konferencji Mid-Eastern Athletic (2018)[6]
- Zaliczony do:
  - I składu MEAC (2018)
  - II składu MEAC (2017)
  - składu honorable mention All-American (2018 przez Associated Press)
- Zawodnik kolejki MEAC (28.11.2016, 19.02.2018)
- Lider MEAC w skuteczności rzutów wolnych (91,4% – 2018)

Drużynowe
- Wicemistrz Danii (2019)
- Zdobywca pucharu Danii (2019)

Indywidualne
(* – nagrody przyznane przez portal eurobasket.com)
- Zaliczony do I składu*[7]:
  - ligi duńskiej (2018)
  - zawodników zagranicznych ligi duńskiej (2018)
- Uczestnik konkursu wsadów EBL (2020)[8]